# Aedes laoagensis
Aedes laoagensis är en tvåvingeart som beskrevs av Knight 1946. Aedes laoagensis ingår i släktet Aedes och familjen stickmyggor.
Artens utbredningsområde är Filippinerna. Inga underarter finns listade i Catalogue of Life.